# Chaetoceras simplex
Chaetoceras simplex är en fjärilsart som beskrevs av W. Warren 1896. Chaetoceras simplex ingår i släktet Chaetoceras och familjen Uraniidae. Inga underarter finns listade i Catalogue of Life.